# Китсекюла (остановочный пункт)
Ки́тсекюла (эст. Kitseküla raudteepeatus) — остановочный пункт в Таллине на линии Таллин — Тарту/Нарва. Находится на расстоянии 2,9 км от Балтийского вокзала.
На остановке Китсекюла расположены два низких перрона и два железнодорожных пути. На остановке останавливаются пассажирские поезда Elron восточного направления. С Балтийского вокзала поезд идёт 4 минуты.
| На Таллин         |           | На Тарту/Нарву |
| Балтийский вокзал | Китсекюла |                |
| Балтийский вокзал | Китсекюла | Юлемисте       |